# Unabhängigkeitsreferendum in Turkmenistan 1991
Ein Unabhängigkeitsreferendum in Turkmenistan wurde am 26. Oktober 1991 in der Turkmenischen Sozialistischen Sowjetrepublik (Туркменская Советская Социалистическая Республика) durchgeführt.

## Hintergrund
Die von Michail Gorbatschow verfolgte Politik der Demokratisierung (демократизация) und Perestroika (перестройка) führte dazu, dass die Kommunistische Partei der Sowjetunion nach und nach ihren eisernen Griff auf die „Teilrepubliken“ verlor. In den späten 1980er-Jahren nahmen nationalistische Gefühle zu, was oft zu weitreichenden Protesten und schließlich zur Parade der Unabhängigkeiten (Парад суверенитетов) führte.
In Turkmenistan setzte sich die nationalkonservative Agzybirlik („Einigkeit“) für die Unabhängigkeit ein und erlangte eine bedeutende Basis unter den einheimischen Turkmenen. Saparmyrat Nyýazow – damals Sekretär des Obersten Sowjets – ließ die Partei wegen antisowjetischer Aktivitäten verbieten und unterdrückte abweichende Meinungen. Bei der ersten Mehrparteienwahl zum Obersten Sowjet (1990) gewannen jedoch mehrere unabhängige Kandidaten und propagierten nationalistische Haltungen.
Dennoch wählten im Referendum im März 1991 98 % der Stimmberechtigten vor, die Turkmenische SSR als gleichberechtigte souveräne Republik der UdSSR zu erhalten. Man einigte sich auf die Unterzeichnung eines entsprechenden Vertrags, doch einen Tag zuvor starteten Hardliner-Kommunisten einen Putsch in Russland. Nyýazow stand dem Putsch ambivalent gegenüber, aber als dieser scheiterte und Russland seine Absicht zum Austritt aus der UdSSR deutlich machte, bereitete er sich auf den unvermeidlichen Zerfall der UdSSR und die Unabhängigkeit Turkmenistans vor. In diesem Zusammenhang wurde das Unabhängigkeitsreferendum abgehalten, mit dem Ziel, Nyýazow als Führer in den schwierigen Zeiten des Übergangs darzustellen und den Weg zu einer späteren Autokratie zu ebnen.

## Fragen des Referendums
Den Stimmberechtigten wurden zwei Fragen vorgelegt:
1. Sind Sie mit der gesetzgeberischen Etablierung Turkmenistans als unabhängiger demokratischer Staat einverstanden? (Согласны ли вы с законодательным установлением Туркменистана как независимого демократического государства? - Soglasny li wy s sakonodatelnym ustanowlenijem Turkmenistana kak nesawissimogo demokratitscheskogo gossudarstwa?)
2. Unterstützen Sie die Erklärung des Präsidenten und des Obersten Sowjets der Sozialistischen Sowjetrepublik Turkmenistan „Zur Innen- und Außenpolitik Turkmenistans“ und die praktischen Aktivitäten zu ihrer Umsetzung? (Поддерживаете ли вы заявление Президента и Верховного Совета Туркменской Советской Социалистической Республики "О внутренней и внешней политике Туркменистана" и практической деятельности для его реализации? - Podderschiwajete li wy sajawlenije Presidenta i Werchownogo Soweta Turkmenskoi Sowetskoi Sozialistitscheskoi Respubliki "O wnutrennei i wneschnei politike Turkmenistana" i praktitscheskoi dejatelnosti dlja ego realisazii?)

### Ergebnis
Die Unabhängigkeit wurde mit 1.707.725 Stimmen gegen 107.693 Stimmen angenommen (Gesamt: 1.864.142)
Der so genannte Nyýazowismus wurde mit 93,5 % gegen 6,5 % angenommen.